# Петар Вутов
Петар Георгієв Вутов (болг. Петър Вутов; 2 жовтня 1917, Биркач — 6 листопада 1993, Софія) — болгарський дипломат. Постійний представник Болгарії при Організації Об'єднаних Націй (1956—1959).

## Життєпис
Народився 2 жовтня 1917 року в селі Биркач, Плевенської області. У 1931 році став членом Спілки робітничої молоді (РМУ). Закінчив медичний факультет Софійського університету «Св. Климент Охридський» і під час навчання брав активну участь у комуністичному Болгарському загальнонародному студентському союзі. Інструктор ЦК РМК, представник Центральної молодіжної комісії Вітчизняного фронту. У 1943—1944 рр. був партизаном Червонобережного загону. У 1944 році став членом Болгарської комуністичної партії.
Після перевороту 9 вересня 1944 року Вутов почав працювати в Міністерстві закордонних справ, а в 1948 році очолив болгарське представництво в США. У наступні роки був послом в Індії (1955—1956), Постійний представник Болгарії при Організації Об'єднаних Націй (5 березня 1956 — 29 грудня 1959 рр.) та послом у США (1960—1962). У 1963 році ненадовго був заступником міністра закордонних справ.
У 1963—1966 роках Петар Вутов був головою Комітету культури і мистецтв у ранзі міністра першого уряду Тодора Живкова. Потім він був послом у Сполученому Королівстві (1966—1969), Нідерландах (1969—1972) та Єгипті (1974—1978), а також постійним представником при Відділенні Організації Об'єднаних Націй у Женеві (1978—1980). Він є членом Бюро Національного комітету європейської безпеки та співробітництва.
Помер 6 листопада 1993 року в Софії.